# Изродена материя
Изродената материя е много плътно състояние на фермионната материя, при което частиците трябва да заемат високи нива на кинетична енергия, за да удовлетворяват принципа на Паули. Терминът се отнася за материя, съставена от електрони, протони, неутрони или други фермиони и се използва главно в областта на астрофизиката по отношение на плътни астрономически обекти, където гравитационното налягане е толкова огромно, че квантово-механичните явления вече имат значително влияние. Този тип материя обикновено се среща при звездите, навлезли в последния си еволюционен етап, като например бели джуджета и неутронни звезди, където само топлинното налягане не е достатъчно, за да се предотврати гравитационен колапс.
Изродената материя обикновено се моделира като идеален ферми-газ, съвкупност от невзаимодействащи фермиони. В квантово-механичен контекст, частиците, ограничени в краен обем, могат да заемат дискретен брой енергии, наричани квантови състояния. Принципът на Паули не позволява еднакви фермиони да заемат едно и също квантово състояние. При най-ниската обща енергия (когато топлинната енергия на частиците е пренебрежимо малка) всичките квантови състояния с най-ниска енергия са запълнени. Това състояние се нарича пълна изроденост. Налягането на изродеността остава ненулево дори при температура абсолютна нула. Добавянето на частици или намаляването на обема кара частиците да заемат квантови състояния с по-висока енергия. В такъв случай е нужна сила за компенсация, която се проявява под силата на съпротивително налягане. Ключов момент е, че това налягане на изродеността не зависи от температурата, а само от плътността на фермионите. Именно то поддържа плътните звезди в равновесие, независещо от термалната структура на звездата.
Изродена маса, чиито фермиони имат скорости, близки до скоростта на светлината (енергията на частиците е по-голяма от енергията на масата в покой), се нарича релативистична изродена материя.
Идеята за звездни обекти, съставени от изродена материя, първоначално е разработена в хода на съвместен проект между Артър Едингтън, Ралф Фаулър и Едуард Милн. Едингтън предполага, че атомите в Сириус Б са почти изцяло йонизирани и с много висока плътност. Фаулър описва белите джуджета като съставени от газ от частици, който става изроден при ниска температура. Милн изказва хипотезата, че изродена материя присъства в повечето звездни ядра, не само в компактните звезди.